# シュルティ・ラージャ・ラクシュミー・デビー
シュルティ・ラージャ・ラクシュミー・デビー（Shruti Rajya Lakshmi Devi, 1976年10月16日 - 2001年6月1日）は、ネパール王国の第10代君主ビレンドラ・ビール・ビクラム・シャハの長女。

## 生涯
1976年10月16日、シュルティはビレンドラ王とその妃アイシュワリヤとの間に、長女として生まれた。
1997年5月7日、ラナ家の一員であり、チャンドラ・シャムシェル・ジャンガ・バハドゥル・ラナの子孫、ゴラーク・シャムシェル・ジャンガ・バハドゥル・ラナとカトマンズで結婚した。二女が生まれた。
2001年6月1日、シュルティは兄のディペンドラにより、父や母、弟らとともに射殺された（ネパール王族殺害事件）。